# Rohrrücklauf
Der Rohrrücklauf mit Rohrbremsmechanismus ist eine Vorrichtung an Geschützen, die das Geschützrohr gegenüber der Lafette beweglich macht und so den Rückstoß aufnimmt.
Bei automatischen Handfeuerwaffen, die als Rückstoßlader mit verriegeltem Verschluss funktionieren, bewirkt ein entsprechender Mechanismus, als Entriegelung, die Trennung von Lauf und Verschluss.

## Geschichte
Bis Ende des 19. Jahrhunderts waren Geschützrohre in Längsrichtung starr mit der Lafette verbunden. Durch die beim Schuss auftretende Rückstoßkraft lief die Kanone meist einige Meter zurück, so dass sie wieder nach vorne in Stellung gebracht und neu gerichtet werden musste. Dies setzte die Feuergeschwindigkeit erheblich herab und erlaubte Schießen nur aus Geschützpositionen, die den Rücklauf gestatteten.

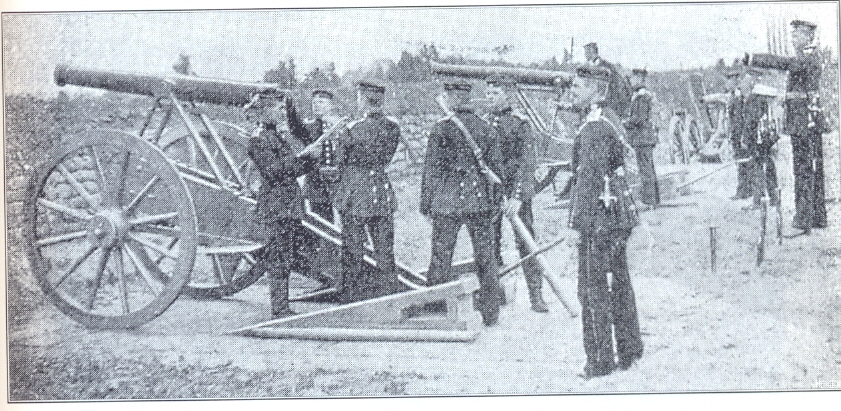
Preußische Fußartillerie um 1885 mit Walllafette und Hemmkeilen

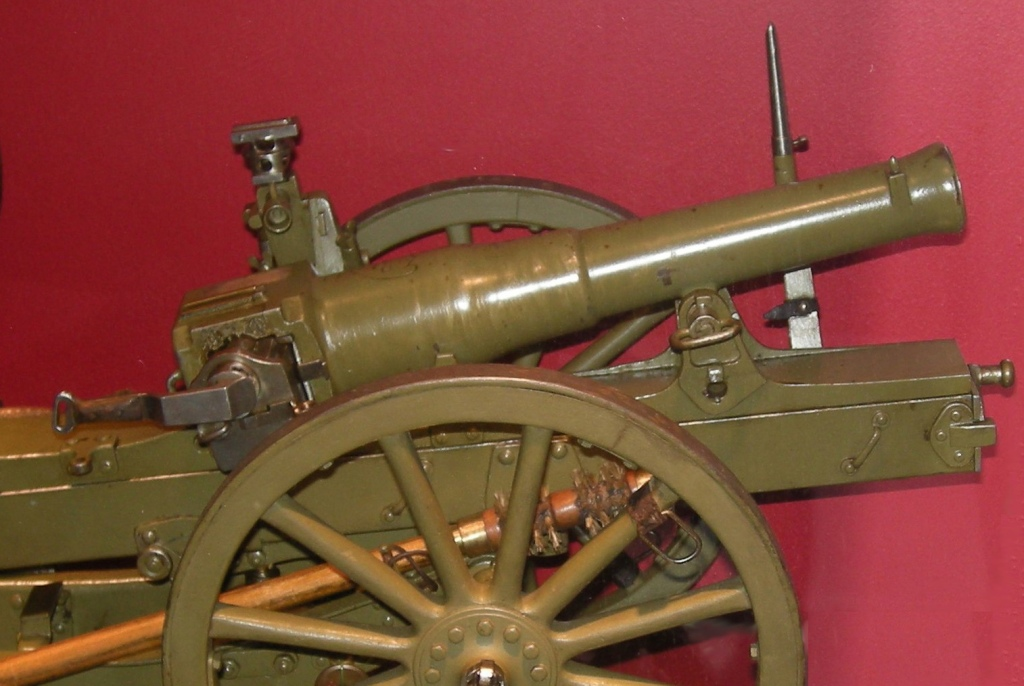
Krupp Gebirgskanone 1906, unter dem auf Elevation gestellten Rohr die Rohrwiege

Ein einfaches System, um die Rückstoßkraft zu kompensieren und für das Wiedervorholen des Geschützes zu nutzen, waren Rücklaufkeile. Diese Keile wurden einige Jahrzehnte, auch unter Kriegsbedingungen (1870–71 und 1914–18) benutzt. Der Rückstoß des Schusses trieb das Geschütz die Keile hinauf und nach dem Erreichen des oberen Totpunktes lief es, mit Hilfe der Artilleristen, fast wieder in die ursprüngliche Feuerstellung zurück. Dies erleichterte das Neueinrichten der Waffe.
Als erste Abhilfe wurde gegen Ende des 19. Jahrhunderts am Lafettenschwanz ein beweglicher Erdsporn angebracht, der in die Erde eingerammt, das Geschütz durch Federkraft bremsen und wieder in Stellung bringen sollte. Das Prinzip des gefederten Erdsporns bewährte sich nicht. Ein starrer Erdsporn wird weiterhin verwendet, um Kräfte abzuleiten.
Auch erste Versuche mit einer Rohr(rücklauf)bremse waren nicht erfolgreich, da ein sehr kurzer Rücklaufweg gewählt wurde, der zwar das Schießen mit großen Rohrerhöhungen gestattete, aber auf Grund der hohen Bremskräfte zu einem Springen der Lafette bei niedrigen Rohrerhöhungen führte.
Der deutsche Ingenieur Konrad Haußner hatte 1888 in einer Denkschrift bei Krupp eine hydropneumatische Brems- und Vorholvorrichtung vorgeschlagen. Haußners Prinzip wurde abgelehnt, worauf er Krupp verließ, 1891 seine Erfindung patentieren ließ und in die Magdeburger Grusonwerk AG Buckau eintrat, wo bis 1893 einige Prototypen gebaut wurden. Ähnliche Vorrichtungen waren schon wenige Jahre zuvor in Frankreich entwickelt worden, allerdings noch in unvollkommener Form. Nach der Übernahme Grusons durch Krupp im selben Jahr wurde das Projekt eingestellt.
Das erste felddiensttaugliche Geschütz mit Rohrrücklauf war eine französische 75-mm-Feldkanone, die als Canon de 75 mle 1897 in der französischen Armee eingeführt und im Ersten Weltkrieg in großer Zahl verwendet wurde.
Heinrich Ehrhardt, Gründer der Rheinischen Metallwaren- und Maschinenfabrik Akt.-Ges. (später Rheinmetall) stellte Konrad Haußner 1895 ein. Nach verschiedenen Versuchen entwickelte man bei Rheinmetall 1898 eine veränderliche hydropneumatische Brems- und Vorholvorrichtung, die den Rücklaufweg an die Rohrerhöhung anpasste. Die daraus resultierende verbesserte Schussfolge führte zu einer Umrüstung fast aller Armeen auf Geschütze mit Rohrrücklauf (im Deutschen Reich ab 1904).
Heutzutage haben praktisch alle schweren Waffen Rohrrücklauf mit Rohrbremse und Rohrvorholer. Andernfalls wäre die hohe Belastung der Lafette durch den Schuss nicht zu bewältigen (so würde die Lafette der leichten Feldhaubitze 105 mm bei starrer Lagerung mit bis zu 2310 kN belastet). Ausnahmen sind Mörser, die nur in der oberen Winkelgruppe feuern. Bei diesen wird die Rückstoßkraft über eine Bodenplatte vollständig auf den Boden übertragen.

## Funktionsweise
Auf der Lafette ruht eine Wiege (Oberlafette), welche die Rohrbremse und die Rückholeinrichtung, auch Rohrvorholer genannt, aufnimmt. Das Geschützrohr ist mit der Oberlafette verbunden. Beim Schuss gleitet das Geschützrohr zurück und wird durch die Rohrbremse gebremst. Diese besteht meist aus einem Hydraulikzylinder, in dem die Flüssigkeit durch eine Lochplatte strömt. Dabei wird durch eine zweite verschiebbare Lochplatte die Größe der Durchlassöffnungen abhängig von der Rohrerhöhung gesteuert. Weiterhin werden die Rückholfedern oder ein Pneumatikzylinder (Luftvorholer) zusammengepresst; diese bringen das Rohr wieder in seine Ausgangsstellung zurück. Die Rücklaufwucht des Rohres wird häufig zusätzlich durch eine Mündungsbremse gemindert. Restenergie wird durch Erdsporne ins Erdreich abgeleitet.
Bei der Verwendung von Federn spricht man von einem hydromechanischen, bei der Verwendung von einem oder mehreren Luftzylindern von einem hydropneumatischen Rohrrücklauf.
Kräfteverhältnisse
In hinreichend genauer Näherung können die Gewichtskräfte vernachlässigt werden, da die Massenkräfte erheblich größer sind. Damit ergibt sich für den ungebremsten Rohrrücklauf:
{\displaystyle v_{R}={\frac {m_{G}+0,5m_{L}}{m_{R}}}v_{0}}
mit
{\displaystyle m_{G}={\mbox{Masse Geschoss}}}
{\displaystyle m_{R}={\mbox{Masse Rohr}}}
{\displaystyle m_{L}={\mbox{Masse Ladung}}}
{\displaystyle v_{R}={\mbox{Rohrgeschwindigkeit}}}
{\displaystyle v_{0}={\mbox{Geschossgeschwindigkeit an der Muendung}}}

## Patent-Informationen
Patentübersicht zu Rohrrücklaufsystemen von Geschützen:
- Patent  CH11164A: Federbremse zum regeln des Rück- und Vorlaufes von Geschützen. Angemeldet am 9. September 1895, veröffentlicht am 31. Mai 1896, Erfinder: Emil Ritter v. Skoda (Pilsen, Österreich-Ungarn).‌
- Patent  CH18454A: Lamellen-Bremse für Geschütze und Geschützteile. Angemeldet am 15. Dezember 1898, veröffentlicht am 31. Dezember 1899, Erfinder: Emil Ritter v. Skoda (Pilsen, Österreich-Ungarn).‌
- Patent  CH19837A: Schußbremse an Geschützen. Angemeldet am 7. August 1899, veröffentlicht am 30. September 1900, Anmelder: Fried. Krupp AG (Essen, Rheinpreussen, DE).‌
- Patent  US631201A: RECOIL-BRAKE FOR GUN-CARRIAGES. Angemeldet am 5. März 1898, veröffentlicht am 15. August 1899, Erfinder: Michel Darmancier, Aimé Dalzon (St. Chamond, FR).‌
- Patent  CH25769A: Rücklaufhemmung an Geschützen mit Räderlafetten. Angemeldet am 25. März 1902, veröffentlicht am 30. Juni 1903, Erfinder: J. Meyer-Sulzer (Dietikon, Zürich, CH).‌
- Patent  AT12856B: Vorholvorrichtung für Geschütze mit Rohrrücklauf. Angemeldet am 24. Dezember 1901, veröffentlicht am 10. August 1903, Erfinder: Konrad Hausner (Eisenach, DE).‌
- Patent  AT12241B: Vorrichtung zur Regelung des Vorlaufes bei Geschützflüssigkeitsbremsen. Angemeldet am 4. September 1901, veröffentlicht am 25. Juni 1903, Erfinder: Konrad Hausner (Eisenach, DE).‌
- Patent  AT12244B: Vorlaufbremse mit regelbarer Bremswirkung für Geschütze mit Rohrrücklau. Angemeldet am 11. August 1902, veröffentlicht am 25. Juni 1903, Erfinder: Heinrich Erhardt (Düsseldorf, DE).‌